# Karl-Heinz Bomberg

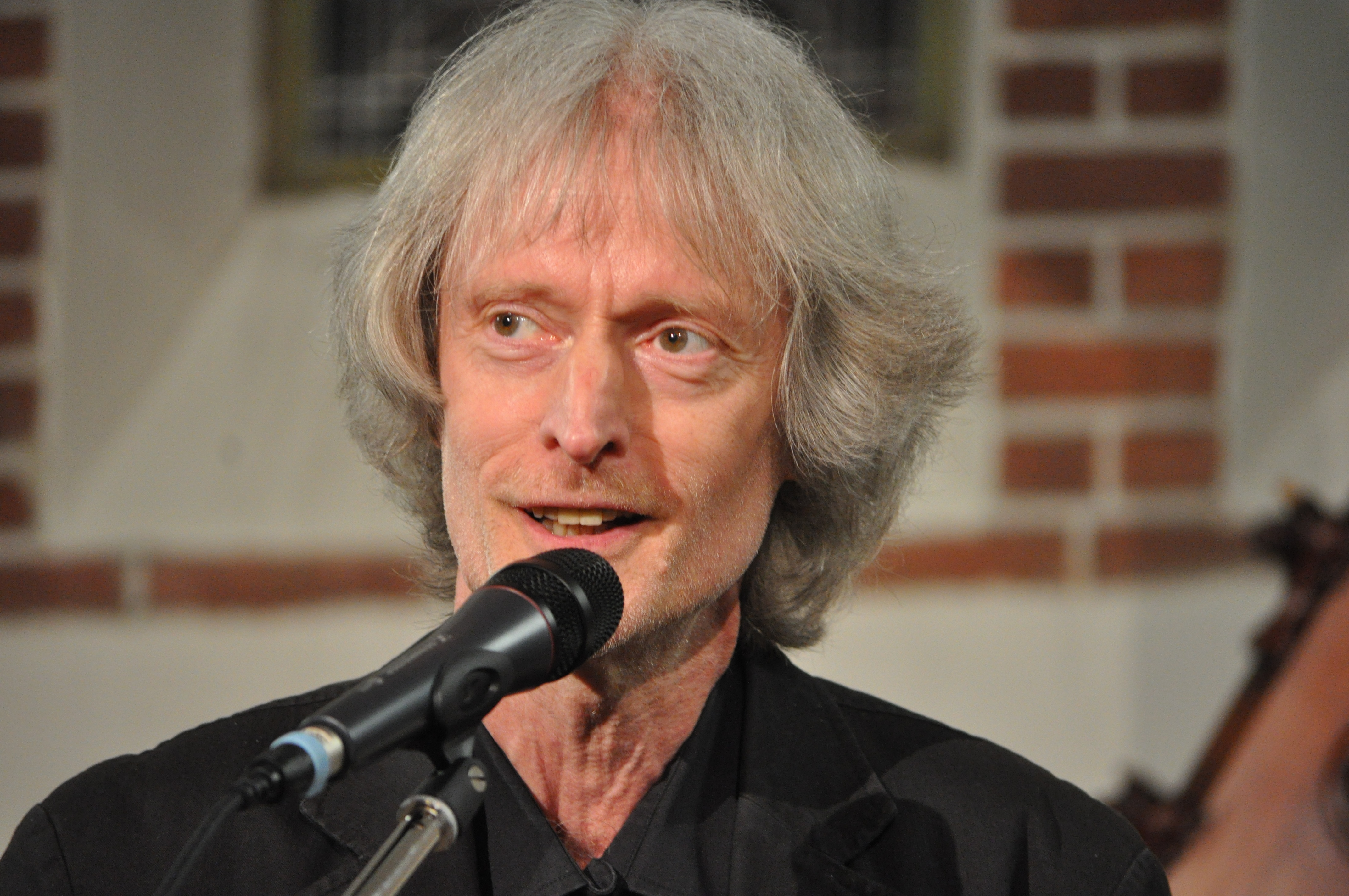
Karl-Heinz Bomberg (2013)

Karl-Heinz Bomberg (* 30. September 1955 in Creuzburg) ist ein deutscher Facharzt für Psychosomatische Medizin und Psychotherapie sowie Anästhesie und Intensivmedizin. Er arbeitet heute als Psychoanalytiker in eigener Praxis, ist Dozent, Lehranalytiker und Supervisor der Arbeitsgemeinschaft für Psychoanalyse und Psychotherapie Berlin (APB). Bomberg ist zudem als Liedermacher und Autor tätig.

## Leben

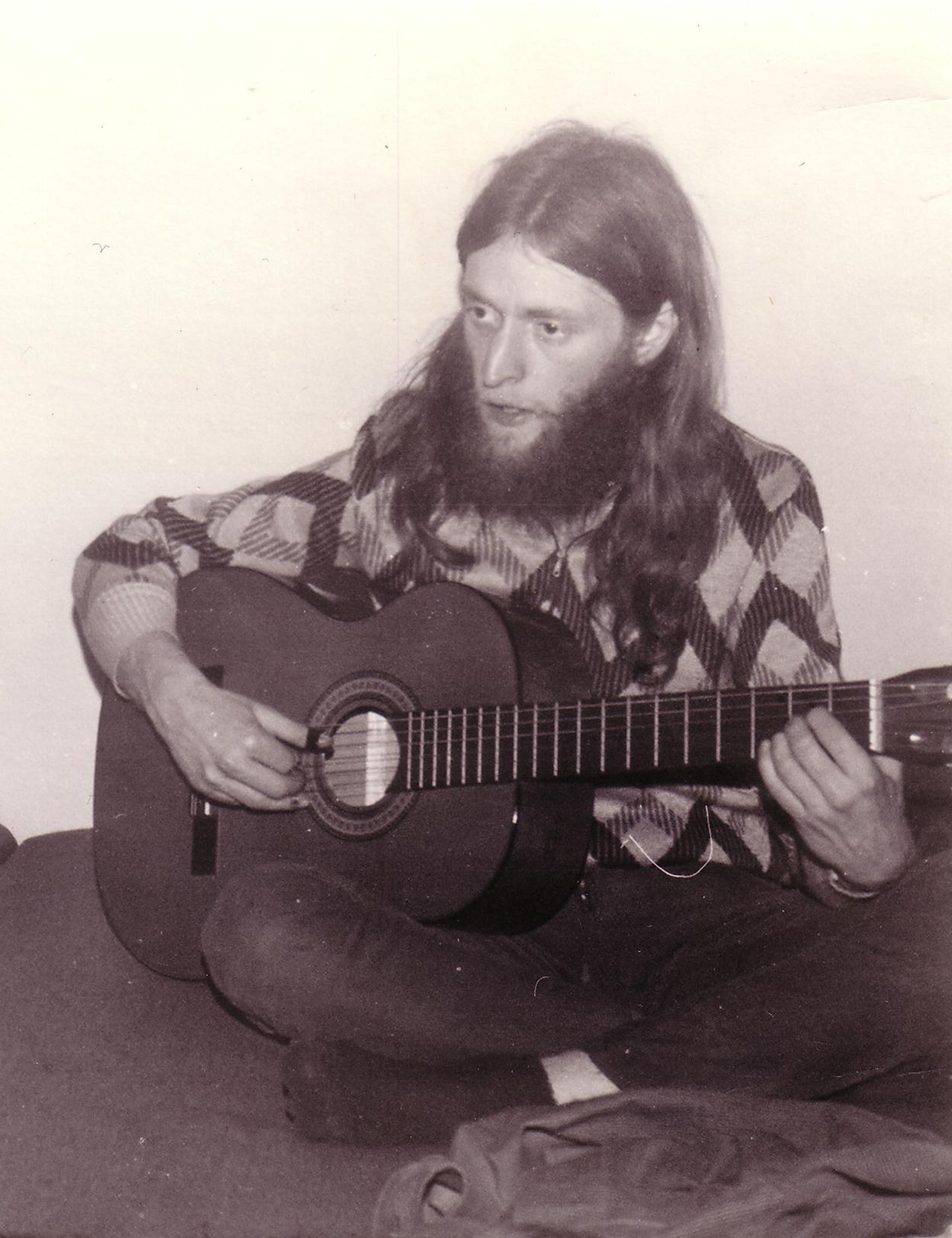
Karl-Heinz Bomberg (1980)

### Jugend und Ausbildung
Bomberg wurde 1955 im thüringischen Creuzburg an der Werra geboren. 1962 kam er in Ruhla/Thüringen zur Schule. Vom Vater, später Leiter einer Industriezweigakademie, lernte er das Schachspiel. Mit elf Jahren gewann er sein erstes Schachturnier, mit 19 Jahren hörte er mit dem aktiven Spiel auf und wandte sich der Musik zu.
Mit elf Jahren lernte Bomberg Sopranblockflöte, mit 13 Jahren Trompete. Drei Jahre lang spielte er in verschiedenen Blasorchestern, bis er sich dem Jazz zuwandte. Heute baut er Trompetenstücke gezielt in sein Chansonprogramm ein. Mit 17 Jahren lernte er Gitarre, bis heute sein Lieblingsinstrument. 1974 legte Bomberg das Abitur ab. Von 1976 bis 1982 studierte Bomberg in Leipzig Humanmedizin.
1979 lernte er seine spätere Ehefrau, Kunsttherapeutin und Handweberin, kennen. Seine beiden Kinder (Sohn, geb. 1981, Tochter, geb. 1983) sind auch Ärzte.

### Liedermacher und politische Haft
1981 trat Bomberg auf dem Potsdamer Gitarrenfest zum ersten Mal mit einem eigenen Programm vor ein öffentliches Publikum. Seine Lieder wurden kritischer; so erfolgte 1982 die Unterbrechung eines Liederkonzertes im Studentenclub Moritzbastei Leipzig durch einen stellvertretenden Minister für Hoch- und Fachschulwesen, woraufhin Bomberg die Auftrittslizenz entzogen wurde.
Er spielte nun viel in Kirchen, und bei gelegentlichen Auftritten im staatlichen Bereich (die trotz Spielverbot möglich waren); das Honorar überwies er auf das Solidaritätskonto. Das Programm wurde für staatsfeindlich erklärt, sodass ihm auch Publikationen in Medien nicht mehr möglich waren. Als nun ein weitergegebenes Band mit kritischen Liedern nicht, wie beabsichtigt, Westberliner Musiker erreichte, sondern durch eine Übergabeperson (IM) in die Hände der Staatssicherheit geriet, wurde bald ein Ermittlungsverfahren eingeleitet.
Am 29. Februar 1984 wurde Bomberg an seinem Arbeitsplatz in Berlin-Pankow, wo er als Arzt in Weiterbildung zum Facharzt für Anästhesie und Intensivtherapie tätig war, verhaftet. Nach dem Verhör wurde er in eine Untersuchungshaftanstalt gebracht. Die Erlebnisse von Haft und Verfolgung (OV „Sänger“) verarbeitet er in seinen Liedern und Texten.

### Aktuelle Situation
Bomberg betreibt seit 1993 eine Arztpraxis für Psychoanalyse, Psychosomatik und Psychotherapie. Er arbeitet für das psychoanalytische Institut (Arbeitsgemeinschaft für Psychoanalyse und Psychotherapie Berlin e.V., APB) als Dozent, Lehranalytiker und Supervisor und gehörte von 2004 bis 2017 dem Vorstand als Verantwortlicher für Öffentlichkeitsarbeit an. Von 2006 bis 2012 fungierte er als stellvertretender Vorsitzender. Seit 2010 ist er DGPT Lehranalytiker. Er ist zudem als Autor und Liedermacher tätig.

## Publikationen

### Publikationen als Arzt
- mit Jürgen Golombek: Sexualitäten. Schmerz und Sexualität – Lust oder Last oder Last der Lust. In: Anne Springer, Karsten Münch, Dietrich Munz (Hrsg.): Sexualitäten. Psychosozial, Gießen 2008, S. 215–232, .
- Unsichtbare Wunden – Wo holt uns die Vergangenheit ein? Spätfolgen politischer Repression in der DDR. In: Ärztliche Psychotherapie. 2009, H. 4, S. 252–256.
- Die Arzt-Patient-Beziehung in der modernen Medizin. Vandenhoeck & Ruprecht, Göttingen 2010, ISBN 978-3525401682.
- Unsichtbare Wunden – Politische Repression und gesundheitliche Folgen. In: Psychosozial. Nr. 123, Jg. 34 (2011), H. 1, S. 19–26.
- „Unsichtbare Wunden“ – Politische Traumatisierung in der DDR. In: Forum der Psychoanalyse. Bd. 28 (2012), Nr. 2, S. 189–195.
- Verborgene Wunden – Spätfolgen politischer Traumatisierung in der DDR und ihre transgenerationale Weitergabe. Psychosozial, Gießen 2015, ISBN 978-3-8379-2488-6
- Heilende Wunden – Wege der Aufarbeitung politischer Traumatisierung in der DDR. Psychosozial, Gießen 2018.
- Seelische Narben – Freiheit und Verantwortung in den Biografien politisch Traumatisierter der DDR. Psychosozial, Gießen 2021.
- Geraubte Heimat – Die Bedeutung einer angemessenen Entschädigung für die Traumabewältigung von Opfern politischer Gewalt. Demokratieverlag Berlin 2023. S. 193–202.

### Bücher
- Das Klosterleben. Eigenverlag, 1994.
- Sing mein neualtes Lied. Frieling, Berlin 1996, ISBN 3-89009-991-2.
- Die Klosterbrüder. Eigenverlag, 1998.
- Autor ohne Lenker – Lieder und Fersige Verse. Edition belletriste, Berlin 2002, ISBN 3-933664-10-1
- Manchmal wird vom Wind dir kühl. Edition Winterwork, 2010, ISBN 978-3-942150-93-4.
- Was Menschen Menschen antun.Berlin 2024, ISBN  978-3-8379-3381-9

## Diskografie

### CDs
- 1991: Wortwechsel
- 1999: Worüber soll ich heut noch singen (Interview mit Karl-Heinz Bomberg live)
- 2006: Hoffnung
- 2010: Wenn sich der Untergrund bewegt
- 2014: Seitdem klingt durch die Nacht ein Ton
- 2016: Herbstblatt – Lieder und Gedichte
- 2017: Zärtliches Grün
- 2019: In mir steckt ein Schrei
- 2020: Strunk
- 2020: Der Ball
- 2021: Liedersuite
- 2022: So ein weites Herz hat die Liebe nicht
- 2023: Love and Peace
- 2024: Die Mondfrau und der Erdenmann
- 2025: Oh Natur, komm tanz mit mir

## Filmografie
- 2018: Splitter im Kopf – Hafterfahrungen in der DDR
- 2020: Albträume und Traumata – Eltern, Kinder, Stasihaft